# 名越左源太
名越 左源太（なごや さげんた、文政2年12月28日（1820年2月12日） - 明治14年（1881年）6月16日）は、幕末の薩摩藩士。諱は時敏、時行とも。別称・源太郎、兵部、泰蔵。字は棲鸞。欽斎と号した。遠島先の奄美大島での見聞を記した貴重な史料『南島雑話』、『遠島日記』を残したことで知られる。

## 概要
鹿児島城下の上町（現在の鹿児島市春日町）出身、家格は寄合。父は名越盛胤。名越流北条氏の分家の末裔であり、島津継豊の生母の兄である名越恒渡（右膳）の子孫であり、通称の「左源太」は、しばしば同家当主及び嫡子が使用しているが、一般的に「名越左源太」というと本項の名越時行を指す。
文武に優れ、弓奉行を勤め、弘化4年には赤山靱負や郷田仲兵衛とともに御軍役方掛の物頭となる。
しかし、嘉永3年（1850年）、薩摩藩において藩主・島津斉興の後継者問題をめぐるお家騒動・お由羅騒動が勃発する。この騒動において左源太は首謀者である近藤隆左衛門、山田清安、高崎五郎右衛門らに密談場所を提供し、自身も計画に加わった。計画が露見したのちに首謀者の大半は切腹を申し付けられたものの、左源太のみは奄美大島への流罪に処される。3月27日に鹿児島で乗船した日から記録を始めた『遠島日記』（『大島遠島録』）、嘉永5年（1852年）に遠島中のまま嶋中絵図書調方を命ぜられて、島中を調べて周り記録した『南島雑話』（共著）は、当時の奄美大島の実情を詳細に知ることができる資料として貴重である。
安政元年（1854年）7月29日に赦免されたが、南風の時期を待って翌年（1855年）6月10日に船出し、諏訪の港（現宮崎県串間市）経由で帰宅、以後は薩摩藩で寺社奉行などを歴任した。

## 奄美大島での生活
嘉永3年（1850年）3月27日の鹿児島乗船後、悪天候で口永良部島で足止めとなるなどし、一月余りかかって4月29日に奄美大島の名瀬に到着した。5月8日に名瀬方小宿村（現奄美市小宿）の藤由氣宅を借りて居住した。当初は遠島の身のため、余り出歩かず、毎日規則正しく、朝の掃除、陀羅尼経の読経、故郷の両親への挨拶に始まり、武芸の練習、畑仕事、家事などをして過ごした。上級武士にもかかわらず、謙虚で礼儀正しい性格のため、村人にも慕われるようになり、子供の手習いや子弟の学問を教えるようにもなった。また、時には村人と浜で酒を飲んだり、ご馳走を振る舞われたりという付き合いもするようになった。夜に見た夢は『夢留』と題して書き記した。
嘉永5年（1852年）に嶋中絵図書調方を命ぜられてからは、他の村々も積極的に見て周り、絵図を含めた記録をした。安政2年（1855年）4月2日に小宿の住まいを離れ、赤木名港で風待ちをして6月10日に島を後にした。

## 帰薩後
安政2年6月21日、左源太は6年ぶりに薩摩へと帰還する。
元治元年（1864年）8月、藩命を受けて手勢を率い、長州へ出兵する手はずだったが、同年9月に急遽日向国小林（現在の小林市）の居地頭（現地で執政する地頭）に任ぜられる。慶応2年（1866年）には高岡（現在の宮崎市高岡町）の地頭に転任、そして慶応3年（1867年）には寺社奉行に出世した。
明治維新後の明治6年（1873年）には宮崎県12大区の区長に就任するものの、翌年には依願退職、書画骨董をあさる悠々自適の生活を送る。明治13年（1880年）2月に中風で倒れ、翌年6月16日に死去。享年62。
なお、長男の時成（三笠政之介）は英国への留学を経験し、後に奄美大島に渡って嫁を取って暮らしている。